# Amy Root
Amy Root is een Nederlands dj- en producerduo, bestaande uit Lukas Amer en Sjoerd Huissoon.

## Geschiedenis
Amy Root werd in 2018 opgericht. De twee artiesten kenden elkaar van het Rotterdams Conservatorium, waar ze bij elkaar in het jaar zaten. Na een aantal gefaalde projecten, begonnen ze samen met Amy Root. De naam is afgeleid van de naam van een bepaalde plant, maar is ook uitgekozen om een mysterie rondom het duo te creëren. Dat mede doordat de naam ook die van een vrouwelijke zangeres had kunnen zijn. Om de mysterie in stand te houden, heeft ook het gros van de singles die het duo uitbrengt de naam van een vrouw. 
Amy Root trad voor het eerst op op het Amsterdam Dance Event in 2018 in de Melkweg. Hierna brachten ze hun eerste ep uit; Lynn. Ze startten 2019 met een optreden op Eurosonic Noorderslag. In mei 2019 volgden ze met de single Alike (in samenwerking met indierockband Klangstof) en traden ze op bij Best Kept Secret. Het optreden bij Best Kept Secret gold als hun afstudeerproject van het conservatorium. In juni 2019 werd Amy Root bij NPO 3FM uitgeroepen tot 3FM Talent. Andere festivals waar Amy Root optrad in 2019 waren Down The Rabbit Hole, Grasnapolsky en Into the Woods tijdens ADE. In januari 2020 stond het duo opnieuw op ESNS.
Na enkele singles, volgde in 2021 de tweede ep AvA. In dat jaar stond het duo ook op Lowlands. In 2022 kwam het duo met ep The Knot en in 2023 met Mirrors. In 2023 stonden ze voor een derde keer op ESNS.

## Muziekstijl
De muziekstijl van Amy Root kan worden ingedeeld in de genres elektronica, jungle, house en slowtechno. Door de verscheidenheid aan artiesten die de muziek van Amy Root beïnvloed, namelijk  Radiohead, Joni Mitchell, Moderat, Fela Kuti, Paul Simon, Elbow, Jon Hopkins, Bonobo, Jamie XX, Tourist en Weval, zijn er ook verschillende effecten uit andere genres in de muziek van Amy Root terug te vinden. Zo hebben de heren ook een keer een Bulgaarse koor verwerkt in hun muziek en werkten ze dus al samen met indierockband Klangstof.

## Discografie (albums en ep's)
- Lynn (ep, 2018)
- AvA (ep, 2021)
- The Knot (ep, 2022)
- Mirrors (ep, 2023)